# 자연채광 조명시스템
자연채광 조명시스템은 자연 태양광을 모으는 집광장치를 통해 고밀도의 태양광을 실내 및 지하로 전달하는 친환경 기술이다.

## 개요
2022년 1월 10일, 첫 공개 및 제 925호 건설신기술로 지정됐다. 자연채광 조명시스템은 비구면거울 원리와 태양추적 기술이 적용된 집광장치로, 지상의 자연 태양광을 모으고 실내 및 지하로 전달한다. 집광 과정을 통해 응축된 태양광은 지하 20m에서 150m 깊이까지 전송된다. 태양광 복사열도 전송되어 실내 습도조절 및 결로 저감이 가능하다. 기존 태양광 전송 기술보다 20% 높은 광량과 스펙트럼을 전송하고, 최대 15배 먼 거리로 빛을 이동시킨다. 미국 뉴욕 맨해튼에 위치한 로라인 프로젝트와 서울 종각역 지하에 위치한 태양의 정원 등에 적용됐다.

## 같이 보기
- 현대엔지니어링
- 태양광
- 조명